# Кабус (ширваншах)
Кабус (*д/н — 1372) — 32-й ширваншах в 1348—1372 роках. З перемінним успіхом боровся проти Чобанідів і Джалаїридів, багато зробив для відновлення господарської активності.

## Життєпис

### Співволодар
Походив з династії Кесранидів. Син ширваншаха Кейкубада. Наприкінці життя батька став його співволодарем. У 1344/1345 році Кабус вирушив доКарабаху, де перебував Мелік Ашраф, володар держави Чобанідів. Планувалося укласти союз проти Золотої Орди і Джалаїридів. Кабус був дуже добре прийнятий Ашрафом. Проте під час прийому останній несподівано вбив еміра Вефадара, одного з феодалів Ширвана. Ця справила сильний вплив на Кабус, який став побоюватися неврівноваженості Мелік Ашрафа. Тому тієї ж ночі і він в ту втік до Ширвану. Мелик Ашраф відправив у слід Хаджі Абдалхая і Ахіджук-малика з цінними подарунками для Кавуса і його батька та зробив пропозицію одружитися з донькою Кейкубада. Ширваншах зустрів гінців з великими почестями, але відмовив Ашрафу. У відповідь останній вирішив підкорити Ширван, але Кейкубад і Кабус організували гідну відсіч.
Взимку 1347/1348 року Ашраф вирішив зробити ще один похід. відправивши війська на чолі з візиром Абдалхая. Кейкубад і Кавус змушені були тікати в одну з фортець. Чобанідські війська, сплюндрувавши Ширван, повернулися до себе. 1348 року після смерті батька Кабус став одноосібним володарем.

### Ширваншах
Перші роки панування Кабуса зберігалися напруженні відносини з державою Чобанідів. 1355 року відновив карбування власних срібних монет, що сіідчило про остаточну відновлення незалежності Ширванна. В 1356 році розпочав перемовини з Джанібеком, ханом Золотої Орди, щодо спільних дійпроти Мелік Ашрафа. 1357 року Джанібек рушив проти Ашрафа. До його війську приєдналися ширваншах. Внаслідок швидкої кампанії ворога було подаланой захоплено Тебриз. За наполяганням Кавуса полоненого Ашраф було страчено.
1360 року стикнувся з еміром Ахіджуком, що намагався повернути до влади Темурташа Чобаніда. Кабус в союзі з володарями Аррану і Карабаху в битві біля Джуіноу (в Мугані) завдав поразки Ахіджуку. Пізніше на мосту річки Аракс між Кабусом і еміром Ахіджуком укладено мирний договір. за яким військо Чобанідів залишило Карабах.
У наступні роки намагався протистояти Увайсу I, султану держава Джалаїридів, але зрештою 1361 року визнав його зверхність. У 1365 році повстав проти султана. У 1366 року джалаїрське військо на чолі із еміром Байрам-беком протягом 3 місяців плюндрувало Ширван. У своїх фортецях Кабус тримався до 1369 року, але невдовзі ширваншах змушений був здатися Байрам-беку. 1370 року султан Увайс I знову затвердив Кабуса ширваншахом і зобов'язав платити щорічно данину.
Останній роки приділяв відновленню господарства, покровительству поетів, зокрема Аріфу Ардебілі. Помер Кабус 1372 року. Йому спадкувавсин Хушенг.